# Muhu
Muhu (deutsch Moon oder Mohn, schwedisch Moon) ist die drittgrößte Insel Estlands. Sie gehört zu den Moonsund-Inseln.

## Lage und Einwohner
Die in der nördlichen Ostsee gelegene Insel mit etwa 1.646 Einwohnern (2022) ist als Gemeinde Muhu (Muhu vald) Teil des Landkreises Saare (Saare maakond), zu dem auch die südwestlich benachbarte Insel Saaremaa gehört. Das Gemeindegebiet umfasst 208 km².
Im Norden finden sich steile Abrasionsküsten mit hohen Kliffen. Die Vegetation ist typisch für eine Karstlandschaft mit Wacholderbüschen. In Külasema finden sich neolithische Gräber. Eisenzeitliche Steinkisten liegen an der Nord- und Westküste. Im Südwesten liegt die Wallburg Muhu. Auch Schalensteine unbekannten Alters gibt es auf der Insel.

## Orte
Größere Ortschaften auf der Insel sind das im Zentrum der Insel gelegene Liiva, Nõmmküla, Hellamaa, Koguva, Kuivastu und Pädaste.
Die weiteren Dörfer der Landgemeinde Muhu sind Aljava, Igaküla, Kallaste, Kantsi, Kapi, Kesse, Külasema, Laheküla, Lalli, Leeskopa, Lehtmetsa, Lepiku, Levalõpme, Linnuse, Lõetsa, Mõega, Mõisaküla, Mäla, Nautse, Nurme, Oina, Päelda, Paenase, Pärase, Pallasmaa, Piiri, Põitse, Raegma, Rannaküla, Raugi, Rebaski, Ridasi, Rinsi, Rootsivere, Rässa, Simisti, Soonda, Suuremõisa, Tamse, Tupenurme, Tusti, Vahtraste, Vanamõisa, Viira, Võiküla und Võlla.
Zur Landgemeinde Muhu gehören auch die estnischen Inseln Kesselaid, Suurlaid, Viirelaid und Võilaid.
Muhu ist durch einen 1896 angelegten, befahrbaren Damm mit Orissaare auf Saaremaa verbunden. Von Kuivastu im Südosten bestehen regelmäßige Fährverbindungen nach Virtsu (Werder) auf dem estnischen Festland. Im Winter, wenn der Sund tief genug gefroren ist, kann man die Insel über eine auf dem Eis markierte Trasse mit Landfahrzeugen erreichen.  
Gemeinsam mit den Inseln Saaremaa, Hiiumaa und Vormsi sowie einer Vielzahl kleinerer Inseln ist Muhu Teil eines Biosphärenreservats der UNESCO, das eine Landfläche von ca. 4.040 km² und eine Wasserfläche von ca. 11.150 km² umfasst.
Die Insel ist bekannt für die letzten noch in Betrieb befindlichen Windmühlen Estlands sowie wegen der Schlacht im Moon-Sund vom Herbst 1917 zwischen russischen und deutschen Marineeinheiten.

## Sehenswürdigkeiten
- Pfarrkirche Muhu auch Dorfkirche von Liiva genannt.

## Medien
Das deutsche Spielfilmdrama Das Meer ruft spielt auf der Insel Muhu.

## Bilder

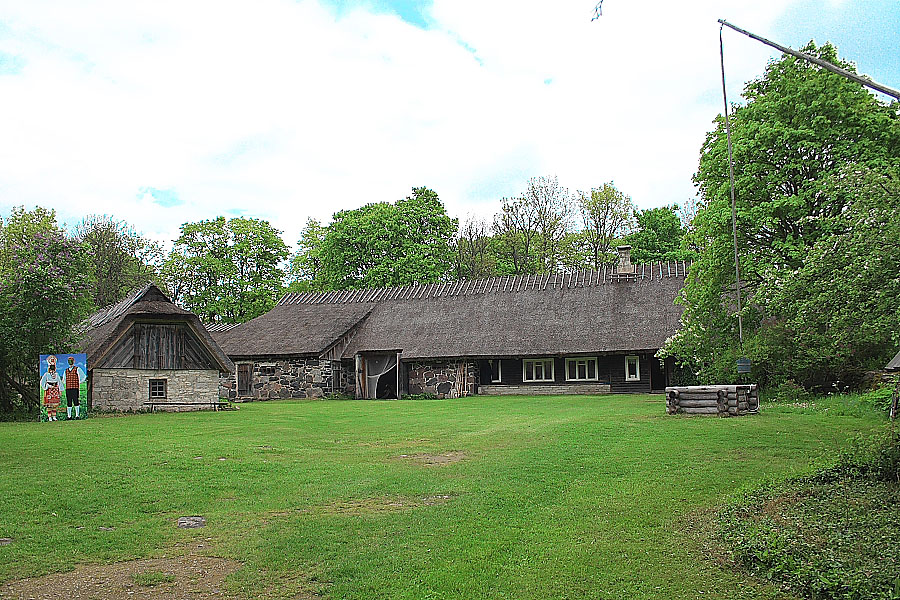
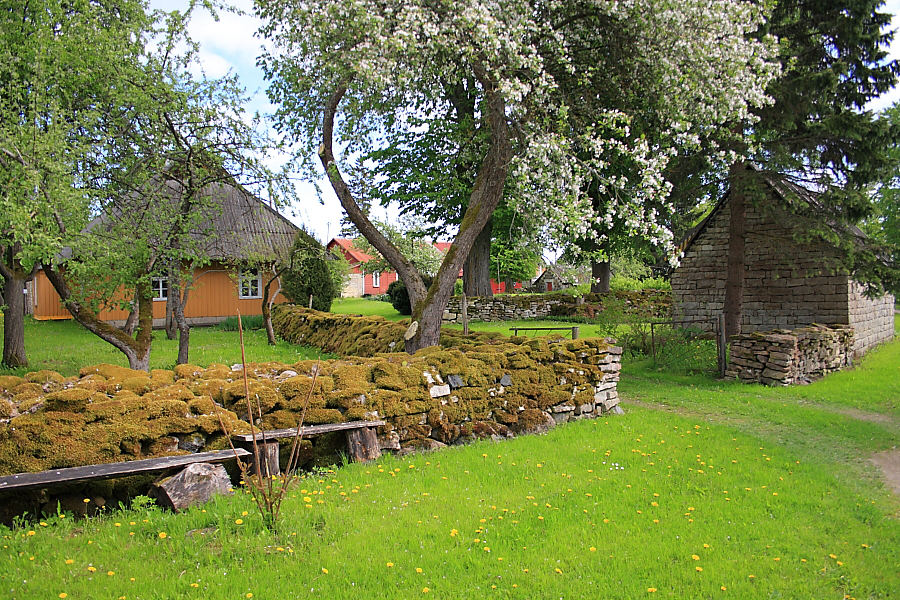
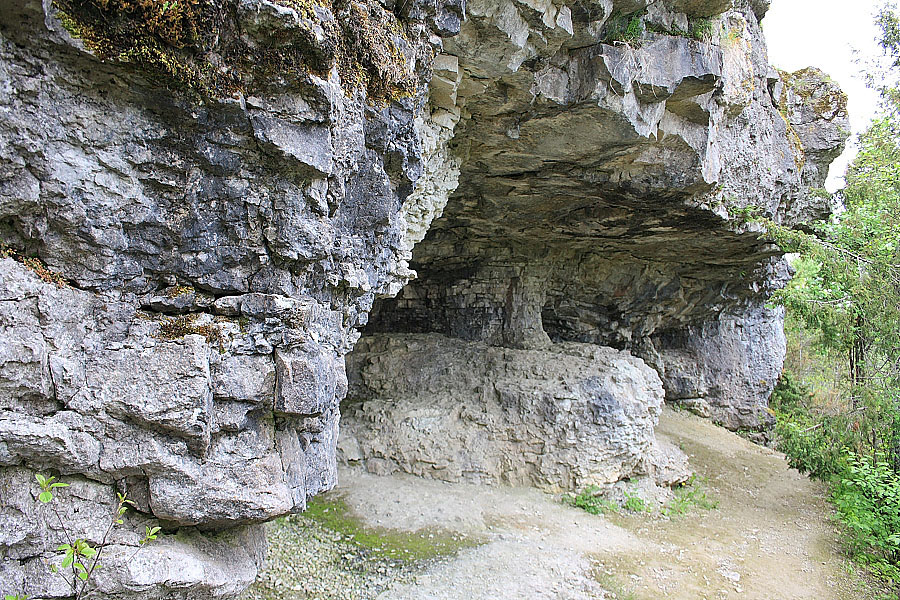
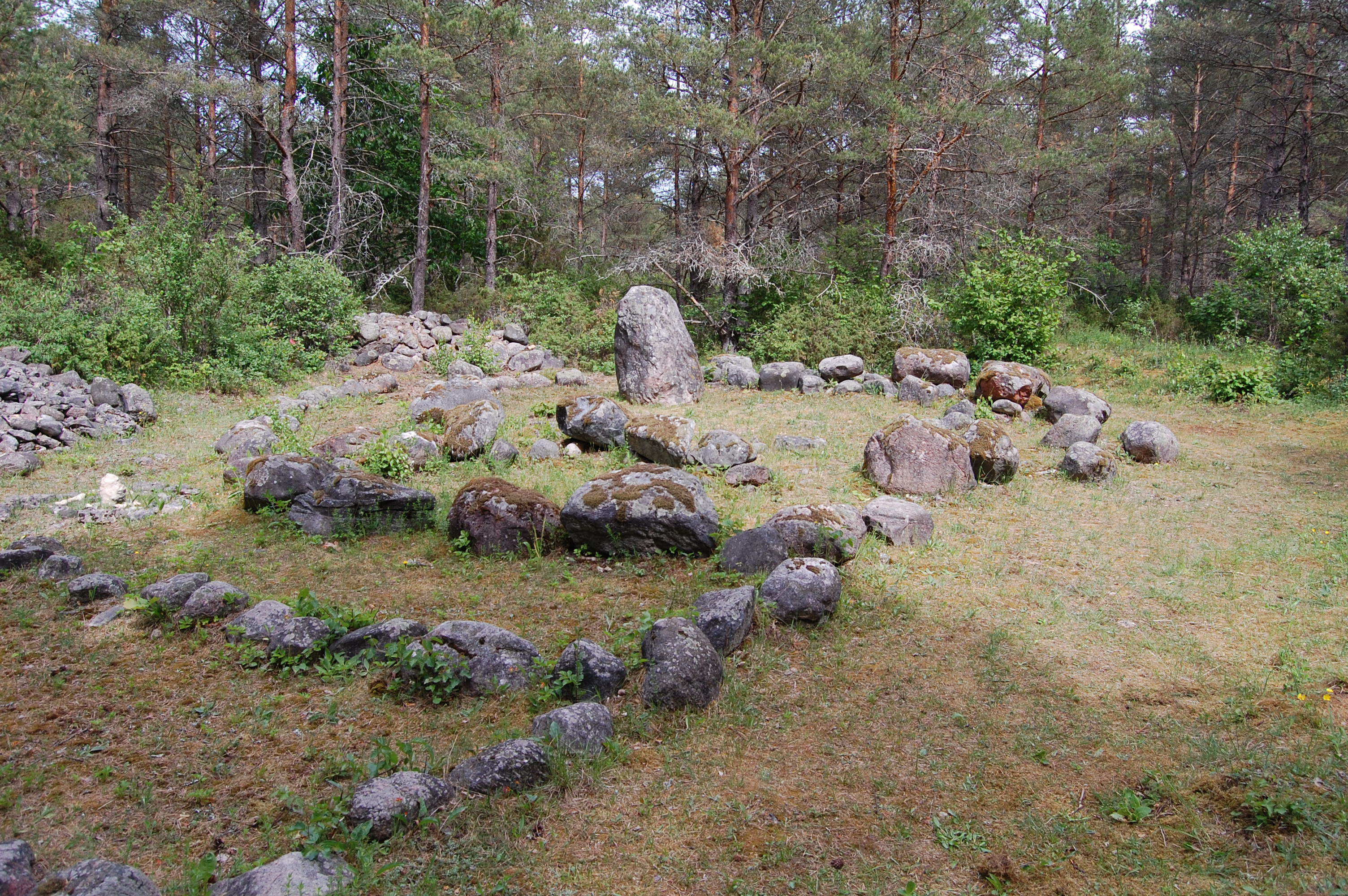